# Great Kei
Great Kei es un municipio de la provincia de Cabo Oriental en Sudáfrica, con una población estimada en marzo de 2016 de 39 476 habitantes.
Se encuentra en el centro-sur de la provincia, junto a la costa del océano Índico y la capital provincial, Bhisho.